# Jabez W. Huntington
Jabez W. Huntington (Norwich, 1788. november 8. – Norwich, 1847. november 1.) az Amerikai Egyesült Államok szenátora (Connecticut, 1840–1847).